# Taligh

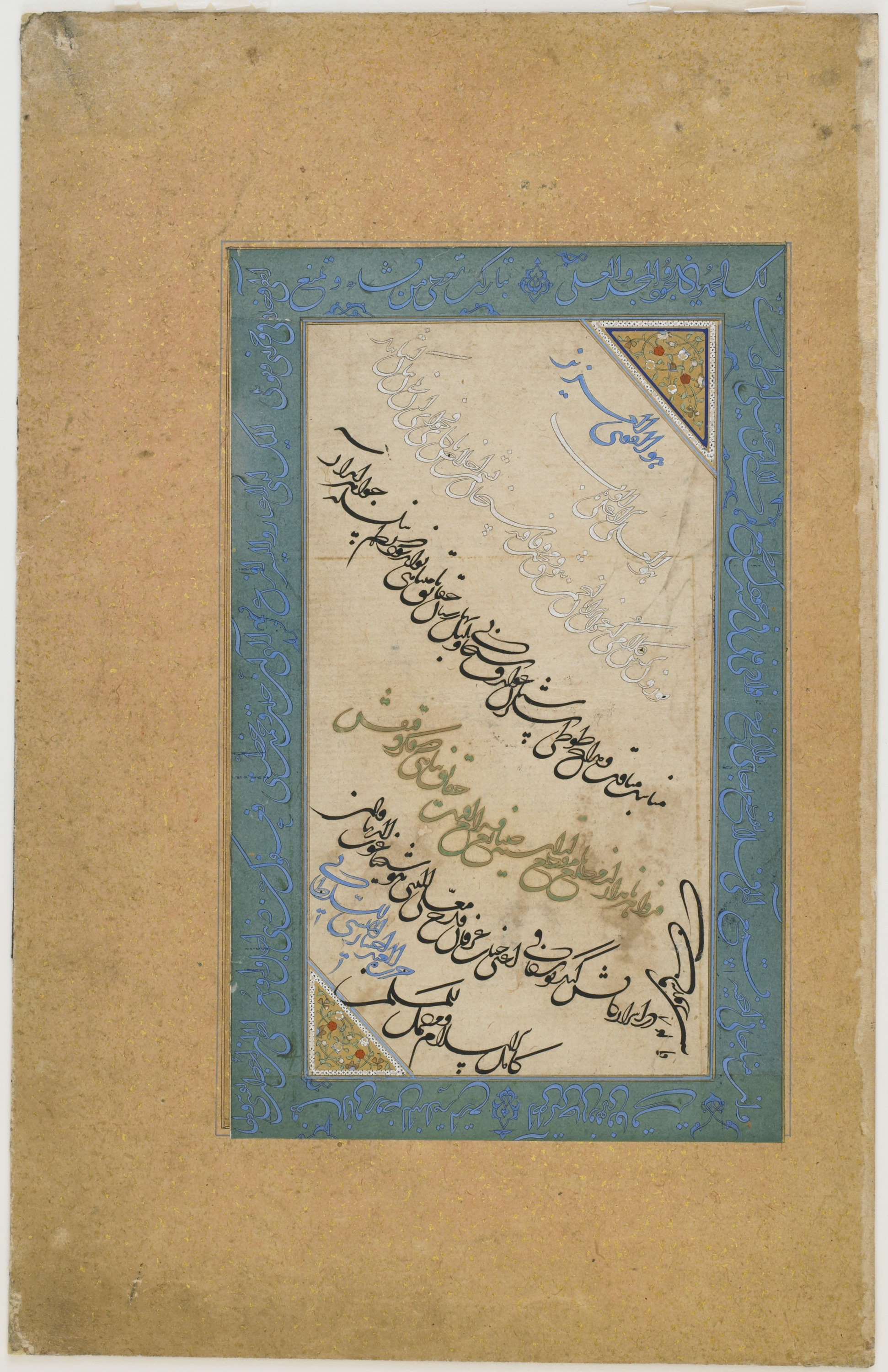
Kaligrafia w piśmie taligh autorstwa Echtijara Monsziego Gonabadiego. Iran, 1541/42 (948 AH). Freer and Sackler Galleries

Taligh (pers. ‏تعلیق‎, dosłownie „wiszący”) – odmiana pisma arabskiego używana przede wszystkim do sporządzania dokumentów i prowadzenia oficjalnej korespondencji w języku perskim. Taligh pojawił się w połowie XIII wieku i był szeroko używany, głównie w kancelariach państw świata irańskiego, jednak z początkiem XVI wieku zaczął tracić na popularności na rzecz pisma nastaligh.
Proces powstawania taligh był wyjątkowo długi. Perski styl pisania naschi stopniowo zmieniał się począwszy od XI wieku i te zmiany, razem z pewnymi zapożyczeniami z tauki i rika, doprowadziły w połowie XIII wieku do powstania taligh. Taligh współdzieli wiele cech z tymi trzema duktami, „ale jest bardziej stylizowany. Objawia się to w elementach krzywoliniowych, dodatkowych pętelkach, ekstremalnych kontrastach pomiędzy kompresją i ekspansją oraz połączonych literach, które to wszystkie cechy czynią go trudnym do odczytania dla nowicjusza”.
W taligh słowa i oddzielne litery mogą być ze sobą łączone, co pozwala na szybkie pisanie i czyni pismo odpowiednim dla oficjalnej korespondencji. Z końcem XIII wieku taligh przyjął definitywny styl, czasami nazywany taligh-e ghadim (stary taligh) lub taligh-e asl (oryginalny taligh), „co prawdopodobnie było spowodowane potrzebą standaryzacji perskiego używanego przez rozwijającą się biurokrację Ilchanatu” (zobacz firman Sadr ad-Dina Zandżaniego, wezyra ilchana Gajchatu). By pisać jeszcze szybciej, skrybowie kancelarii (monszi) uczynili pismo jeszcze płynniejszym, zwiększając liczbę niezgodnych z zasadami ligatur i porzucając kropki w wielu literach. Niektóre litery zostały zmniejszone, podczas gdy inne zaczęły być pisane cieńszymi pociągnięciami lub w nowym kształcie. Ten nowy styl stał się znany jako szekaste taligh („ucięty taligh”) (czasami był nazywany także chatt-e tarassol – „pismem korespondencyjnym”) i był systematycznie używany od końca XIV wieku.
Według autorów safawidzkich takich jak Dust Mohammad (zm. ok. 1564) lub Kadi Ahmed (zm. ok. 1606), szekaste taligh zostało stworzone, lub przynajmniej zdefiniowane, przez Tadż ad-Din Salmaniego, skrybę pracującego na dworze Timura (pan. 1370–1405), i udoskonalone przez ʿAbd al-Hajja Astarabadiego, głównego sekretarza wnuka Timura, Abu Sa’ida (pan. 1451–1469). ʿAbd al-Hajj rozwinął dwie odmiany taligh – bardziej płynny styl wiązany z Timurydami w Chorasanie oraz bardziej linearny i zwarty styl wiązany z Ak Kojunlu w Iraku i Azerbejdżanie. Biografowie wymieniają Derwisza 'Abdollaha Monsziego jako najsłynniejszego kaligrafa stylu chorasańskiego (zobacz przepisany przez niego list). Najważniejszym kaligrafem tworzącym w taligh okresu safawidzkiego był Echtijar Monszi Gonabadi (zm. 1582), po którym „żaden kaligraf nie oddał się pisaniu w taligh tak całkowicie, ponieważ to samo stulecie widziało rozkwit pisma nastaligh”.
Gholam Hosejn Jusofi podkreśla, iż szekaste taligh jest pismem stworzonym do szybkiego pisania i dlatego dozwolone jest w nim przeplatanie się linii i łączenie normalnie nie łączących się liter oraz dwóch lub więcej słów. Pociągnięcia są zazwyczaj okrągłe i pióro porusza się w sposób płynny. Rozmiar liter i słów nie jest ujednolicony i „jeśli istnieje jakaś spójność kompozycji, to jest ona bardzo odmienna od schludnej symetrii widocznej w przypadku innych pism”.
W XV wieku taligh był także używany w Imperium Osmańskim. Wraz z rozrostem imperialnej kancelarii po zdobyciu Konstantynopola osmańscy skrybowie zaczęli komplikować taligh, rozwijając specyficzny osmański styl nazywany divanî, był bowiem używany w dywanach imperium. Na ziemiach Osmanów nazwy taligh (tur. talik) używano także do oznaczenia pisma nastaligh, którego nie należy mylić z właściwym, perskim taligh.

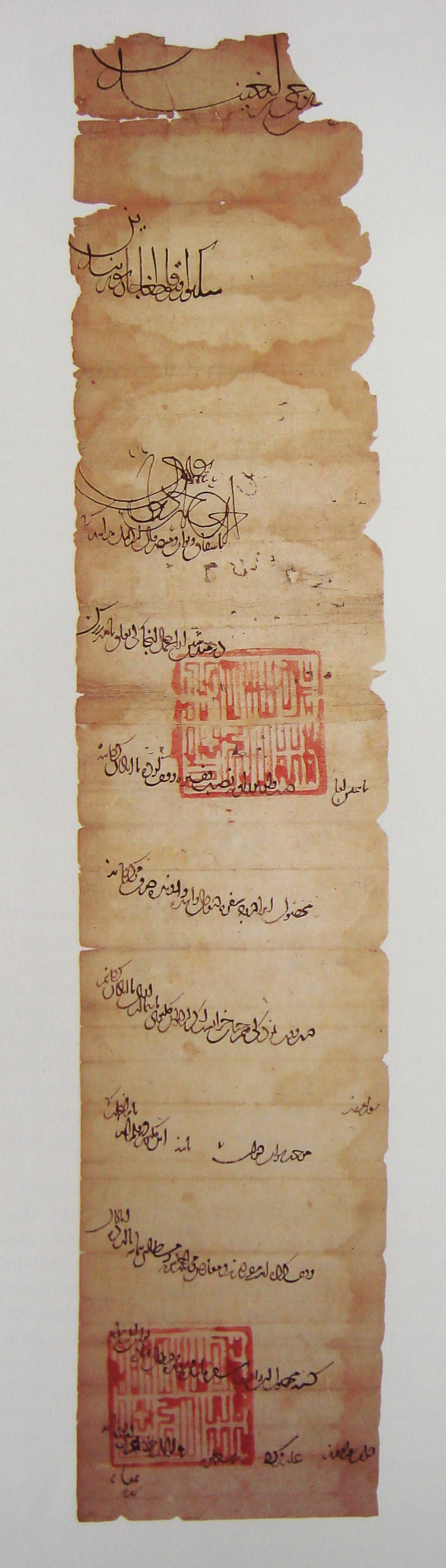
Firman Sadr ad-Dina Zandżaniego, wezyra ilchana Gajchatu, datowany na Dżumada II 692 AH/czerwiec 1292. Art and History Collection wypożyczona do Arthur M. Sackler Gallery
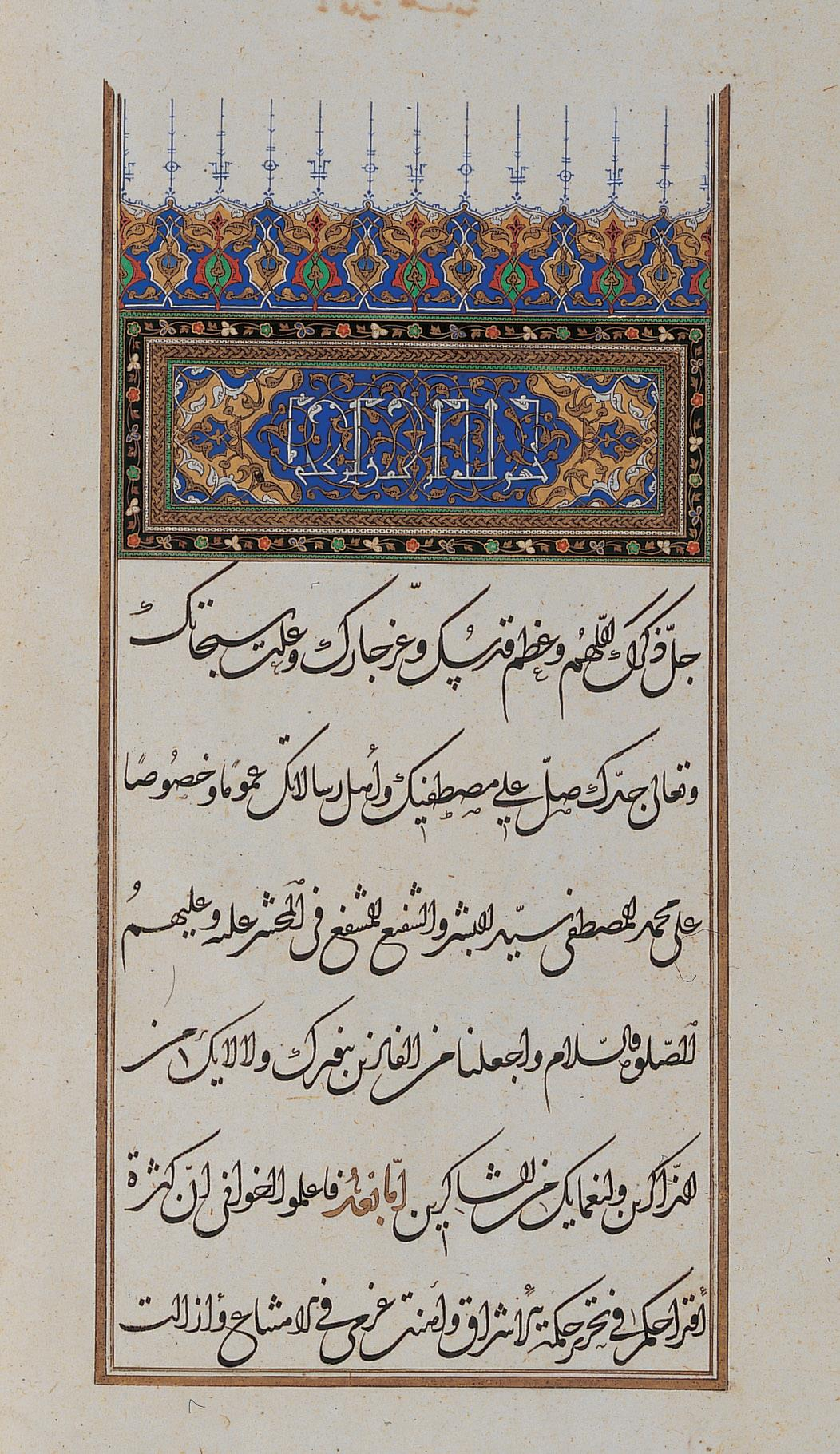
Pierwsza strona rękopisu Hikmat al-ʿIshraq Sohrawardiego przepisana przez Sejjeda Mohammada Monsziego dla biblioteki sułtana Mehmeda II. Stambuł, rok 882 AH (1477-8). Muzeum Pałacu Topkapi
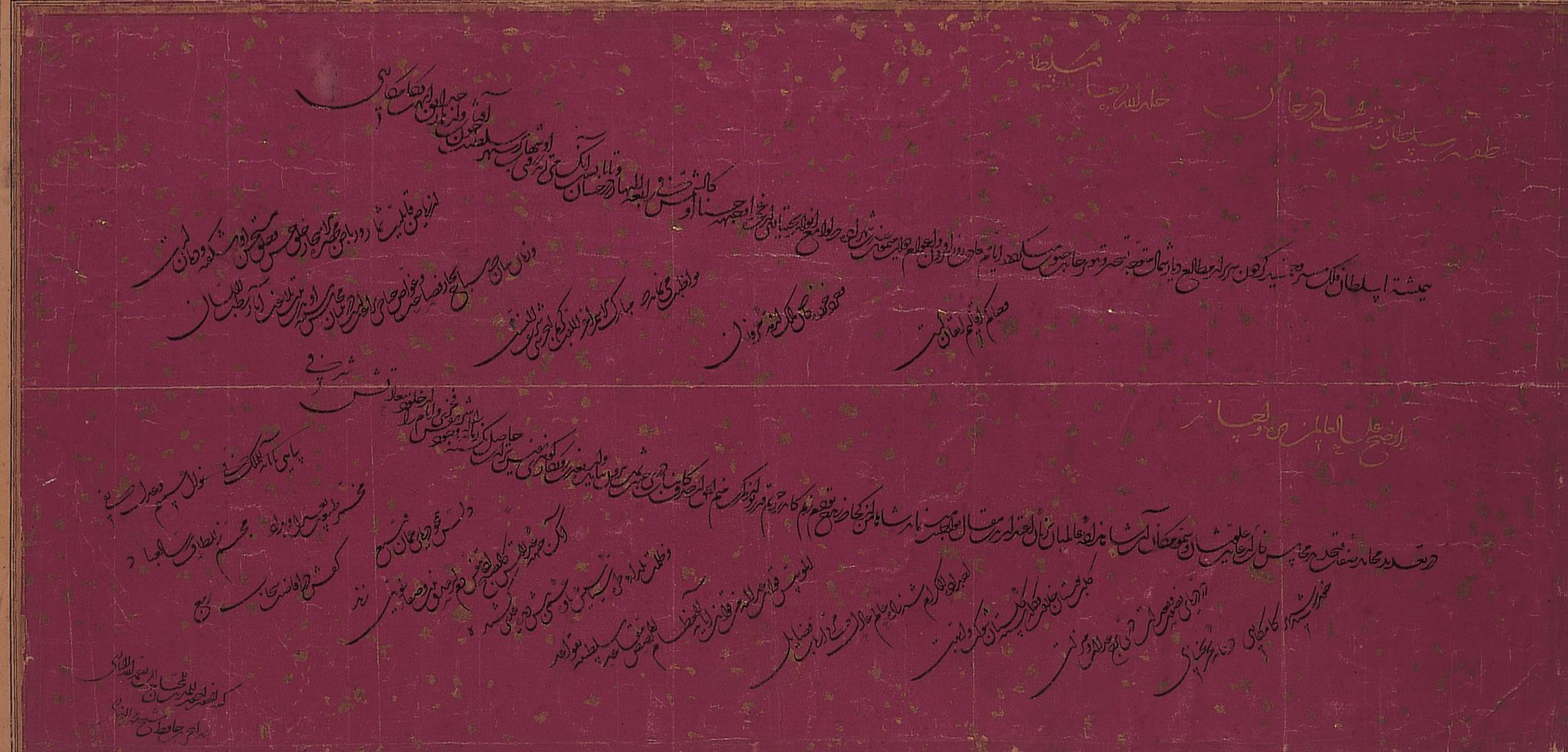
Enkomion dla sułtana Jakuba Ak Kojunlu (pan. 1478–1490), przepisane w szekaste taligh przez ʿAbd-al-Hajja-e Hafeza Szejcha Mohammada Buchariego. Muzeum Pałacu Topkapi
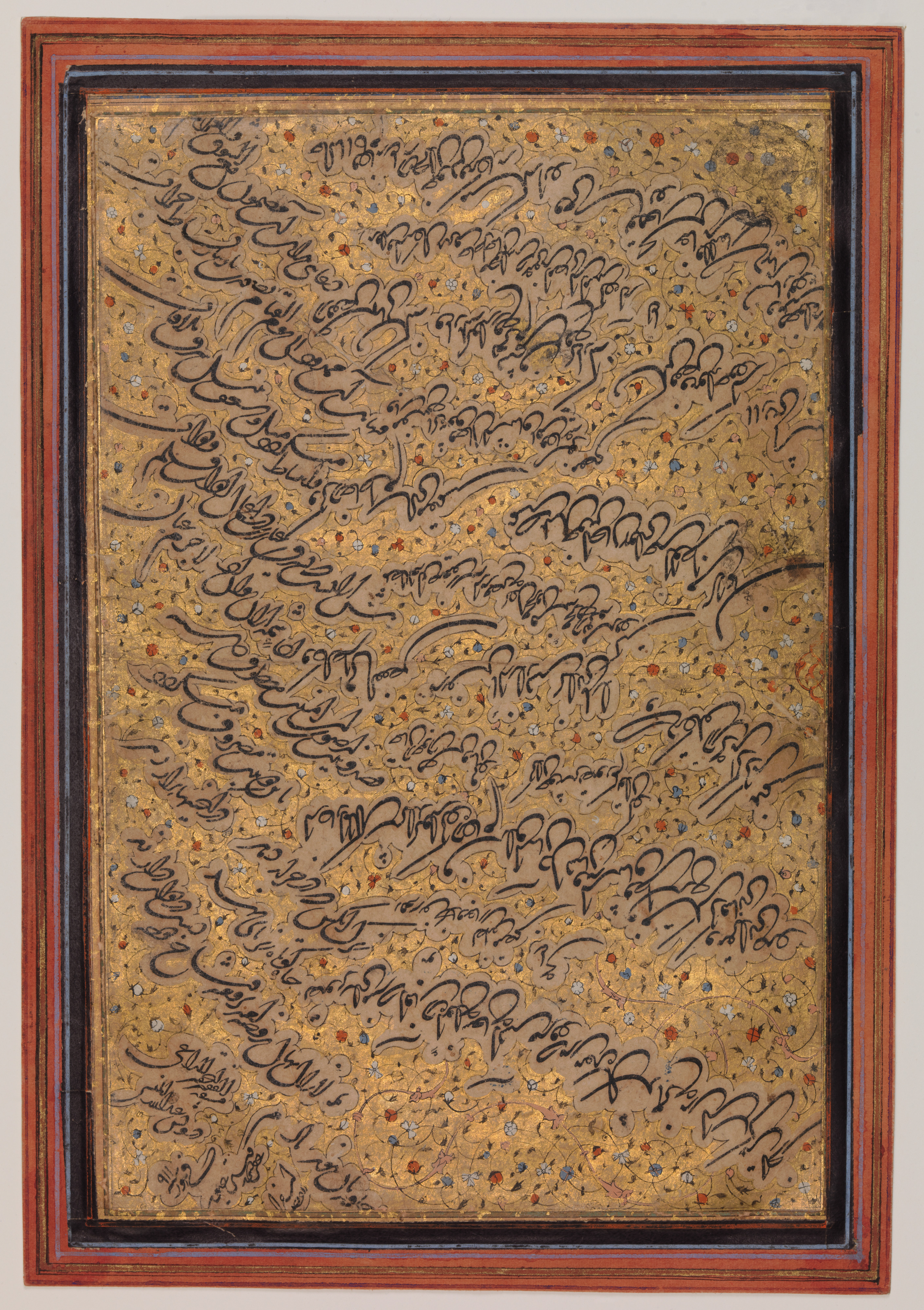
List w piśmie taligh przepisany przez Derwisza 'Abdollaha Monsziego. Iran, 911 AH (1505–6). Metropolitan Museum of Art
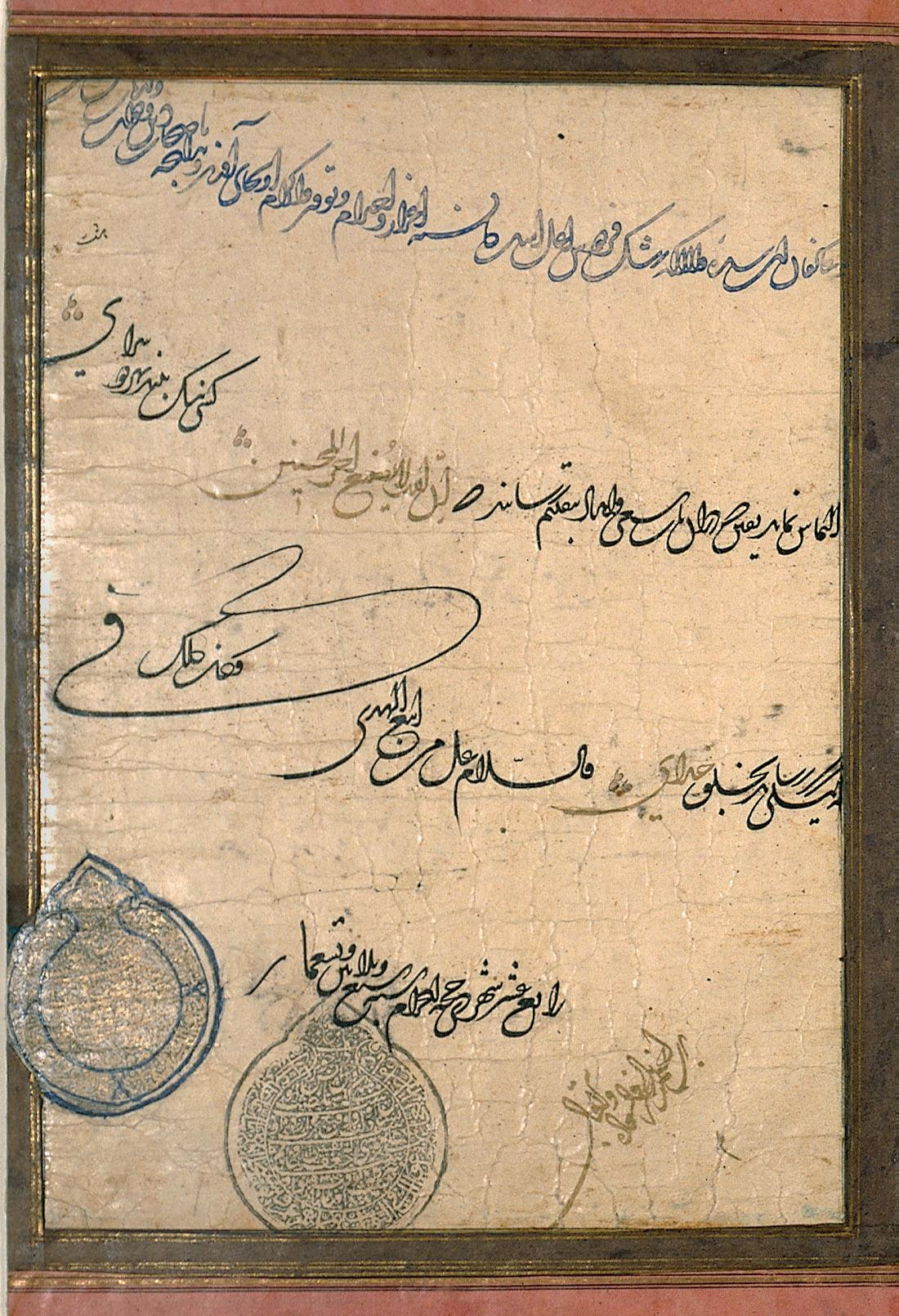
Ostatnia strona zijaretname (listu polecającego) wystawionego przez Sanktuarium Imama Rezy 14 Zu al-hidżdża 944 AH/5 lipca 1533. List poleca Derwisza Chidra Szaha jako osobę godną zaufania, która odbyła pielgrzymkę do Sanktuarium. Muzeum Brytyjskie
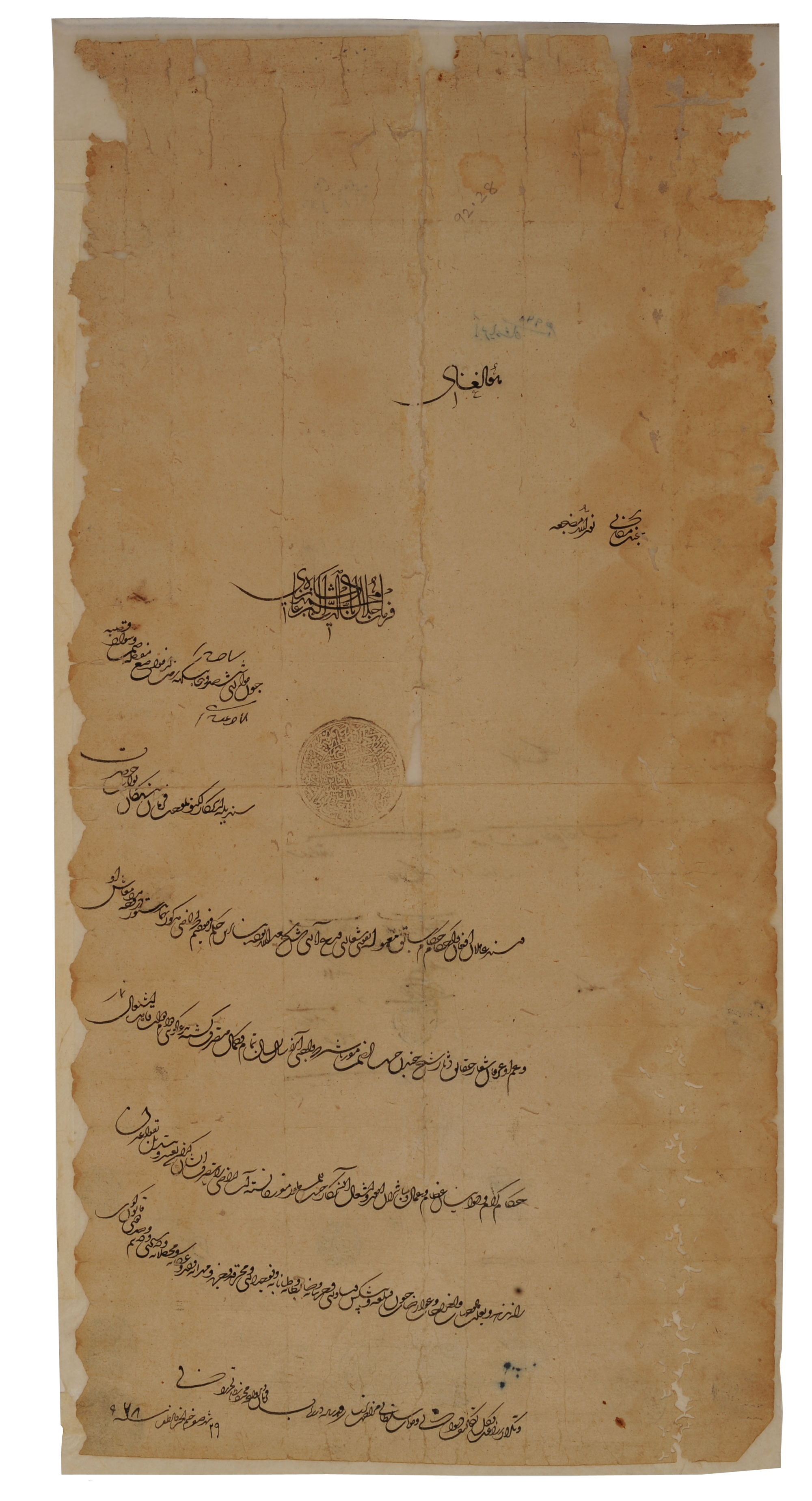
Firman cesarza Wielkich Mogołów Akbara, datowany na rok 1560. Muzeum Narodowe Indii